# Бій за Мукандварський прохід
Бій за Мукандварський прохід (також відступ Монсона) відбувався 8–10 липня 1804 року між силами маратхського раджі Ясвант Рао I і Британської Ост-Індської компанії, якими командував полковник Вільям Монсон, є частиною бойових дій Другої англо-маратхської війни. Бойові дії велися приблизно за 50 км південніше від Мукандварського проходу біля міста Кота. Сили полковника Монсона перебували далеко від підрозділів постачання, тому поступово відступали до Коти, 10 липня маратхи знищили британський ар'єргард.
12 липня сили Монсона досягли Коти, 15 липня під час дальшого відступу британці змушено покинули гармати біля переправи через річку Чамбал. Маратхи продовжили переслідувати британців, які 25 серпня досягли міста Кушалгарх, а згодом, панічно відступаючи, сили Монсона дісталися міста Баяна.
Втрати британців під час відступу становили двадцять офіцерів убитими, два потонули, два зникли безвісти.